# Stadionul Clinceni
Stadionul Clinceni – stadion piłkarski w Clinceni niedaleko Bukaresztu, w Rumunii. Obiekt może pomieścić 4000 widzów. Swoje spotkania rozgrywają na nim piłkarze klubu Academica Clinceni.